# 審判員交流制度
審判員交流制度（しんぱんいんこうりゅうせいど）は、1968年と1969年に日本のプロ野球のセ・パ両リーグ間で一部の審判員を交換した制度。
1967年までプロ野球の審判員はセ・パ各リーグと契約を結ぶ形になっていたが、1968年からは日本野球機構と契約する形に改めて身分を統合し、コミッショナー直属の「審判管理委員会」所属として両リーグに配置することを、1967年10月にプロ野球実行委員会は決定した。
1968年2月に審判管理委員会は、両リーグ間の審判の技術面の相違を無くし、ストライクゾーンの差を無くすためとして、審判部の一本化に伴う人事交流の内容を決めた。総勢でセ・リーグ27名（関東13、関西14）、パ・リーグ27名（関東11、関西16）の審判員の中から、審判経験5・6年の者を中心に一年間を期間としてリーグを交代させるとし、セ・リーグでは関東から平光清と鈴木徹、関西から福井宏と山本寿之が選ばれてパ・リーグに移り、パ・リーグでは関東から露崎元弥と加藤昌利、関西から土井垣幸男と安藤敏雄が選ばれてセ・リーグに移った。審判員の身分は「日本野球機構審判員セ・リーグ（またはパ・リーグ）派遣審判員」とされた。また審判員の制服も両リーグで揃えることになった。
1969年は、若手を中心として両リーグから3名ずつが交流の審判員に指名された。1969年末、セ・リーグ会長の鈴木龍二とパ・リーグ会長の岡野祐の話し合いで、審判員の交流を来季からは中止することで合意した。審判管理委員会は1971年に解散し、審判員の給与・配置などに関する両リーグ間の格差の解消は双方で打ち合わせを密にして対応するとされた。